# Lijst van Waalse ministers van Luchtvaart
Dit is een lijst van ministers van Luchtvaart in de Waalse regering. 

## Lijst
| Nr. | Minister | Minister                | Partij | Partij | Begin           | Einde           | Regering(en)        | Bevoegdheid                        |
| --- | -------- | ----------------------- | ------ | ------ | --------------- | --------------- | ------------------- | ---------------------------------- |
| 1   |          | Carlo Di Antonio (1962) |        | cdH    | 22 juli 2014    | 18 april 2016   | Magnette            | Luchthavens                        |
| 2   |          | René Collin (1958)      |        | cdH    | 18 april 2016   | 28 juli 2017    | Magnette            | Luchthavens                        |
| 3   |          | Jean-Luc Crucke (1962)  |        | MR     | 28 juli 2017    | 10 januari 2022 | Borsus, Di Rupo III | Luchthavens/ Regionale luchthavens |
| 4   |          | Adrien Dolimont (1988)  |        | MR     | 13 januari 2022 | 15 juli 2024    | Di Rupo III         | Luchthaven / Regionale luchthavens |
| 5   |          | Cécile Neven (1967)     |        | MR     | 15 juli 2024    | heden           | Dolimont            | Luchthavens                        |

## Tijdlijn
Waals Gewest: Minister-president · Begroting  · Binnenlandse Aangelegenheden · Buitenlands Beleid · Buitenlandse Handel · Economie · Financiën · Openbare Werken · Mobiliteit · Ruimtelijke Ontwikkeling · Werkgelegenheid
Franse Gemeenschap: Minister-president · Begroting· Binnenlandse Relaties · Brussel · Cultuur · Financiën · Gezondheid · Internationale Relaties · Justitie · Media · Onderwijs · Sociale Aangelegenheden · Sport · Toerisme · Vorming